# あなたが命
「あなたが命」（あなたがいのち）は、2000年3月23日に発売された瀬川瑛子のシングルである。

## 解説
- 作詞・作曲は北島三郎が原譲二名義で手掛けた（作詞は沢村友美也と共作）。

## 収録曲
1. あなたが命 (4分24秒)
  - 作詞：沢村友美也・原譲二、作曲：原譲二、編曲：南郷達也
2. 長崎セレナーデ (4分53秒)
  - 作詞：星野哲郎、作曲：原譲二、編曲：鈴木操
3. あなたが命（カラオケ） (4分25秒)
4. 長崎セレナーデ（カラオケ） (4分51秒)